# Ste-Radegonde (Jard-sur-Mer)

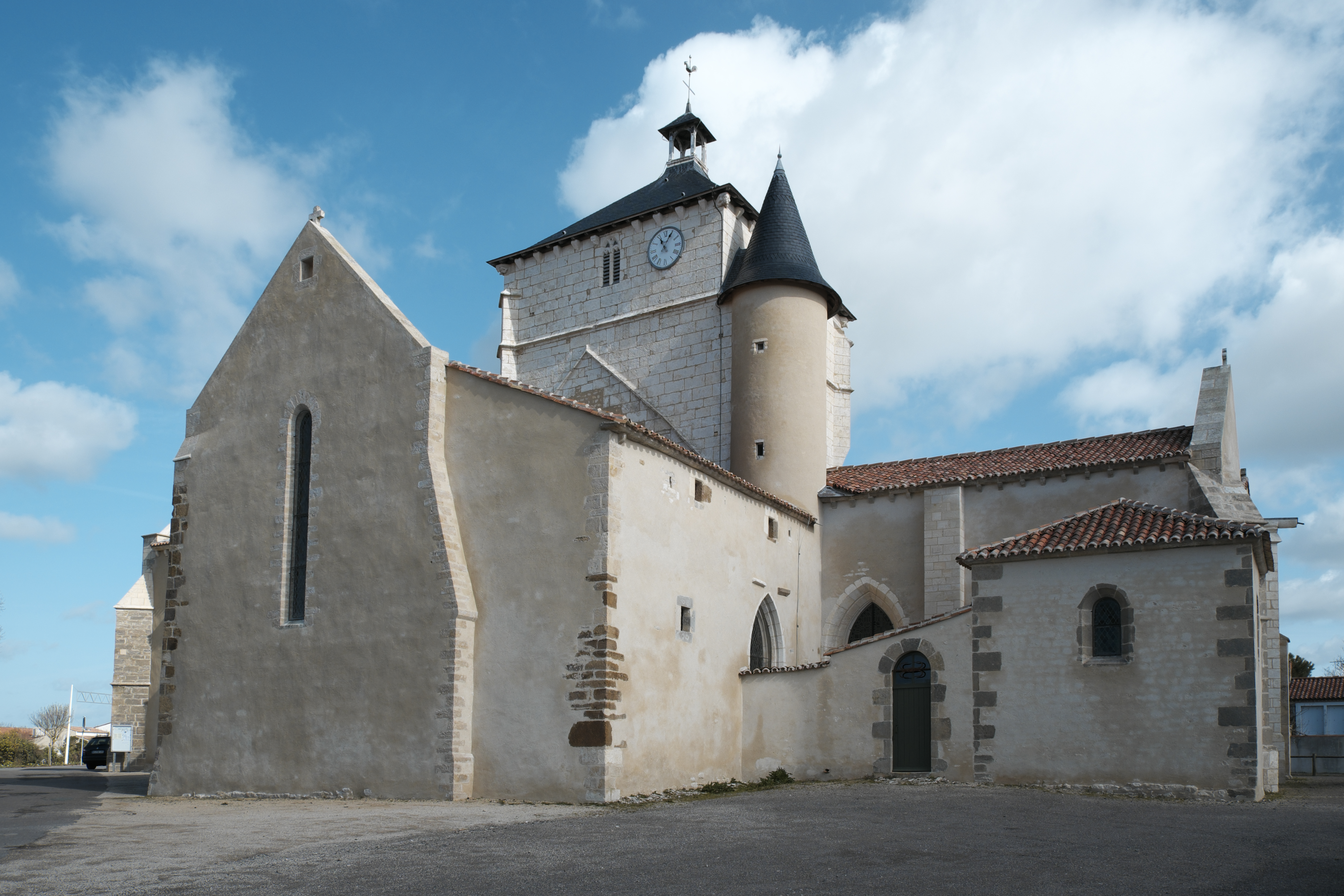
Pfarrkirche Sainte-Radegonde

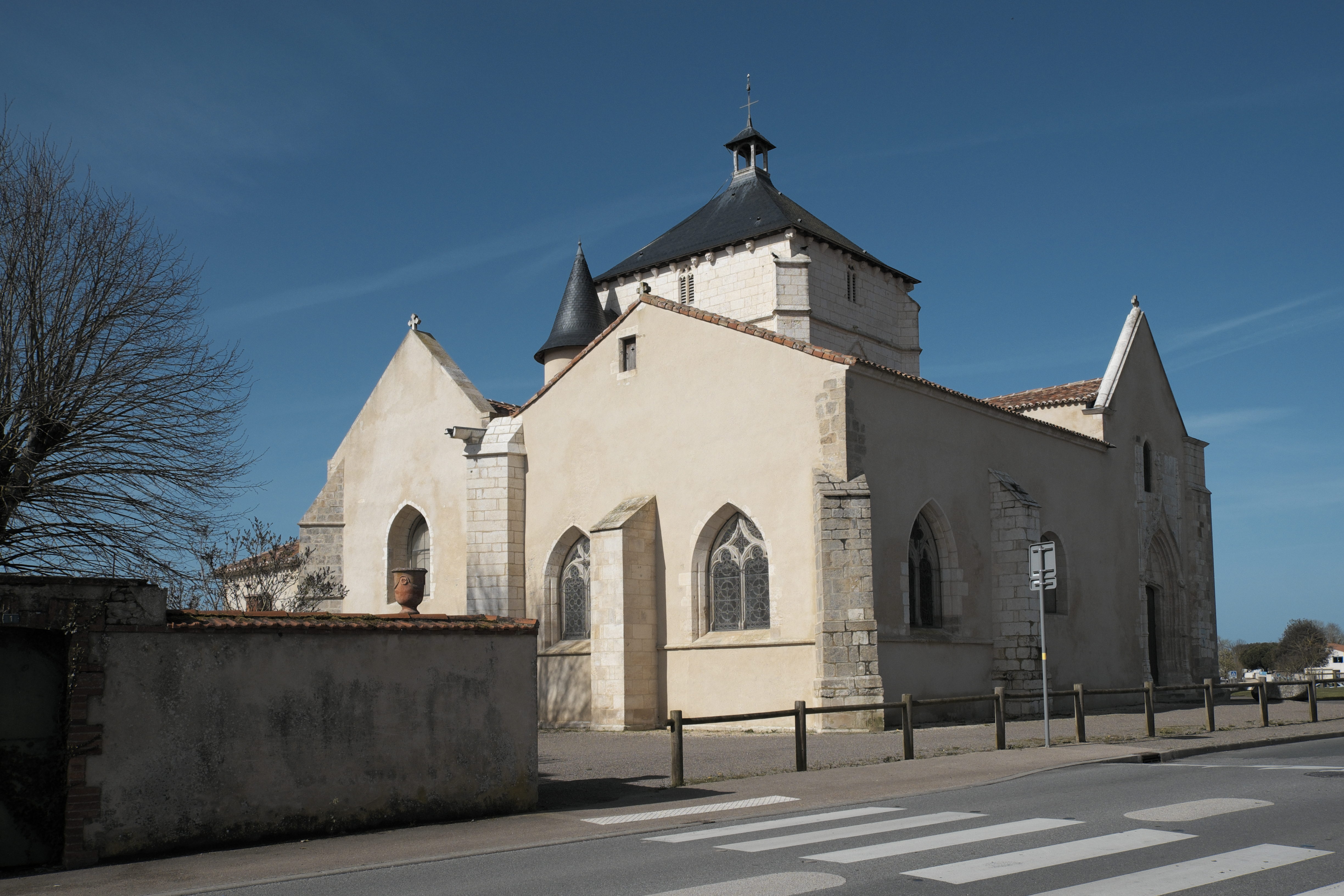
Ansicht von Norden

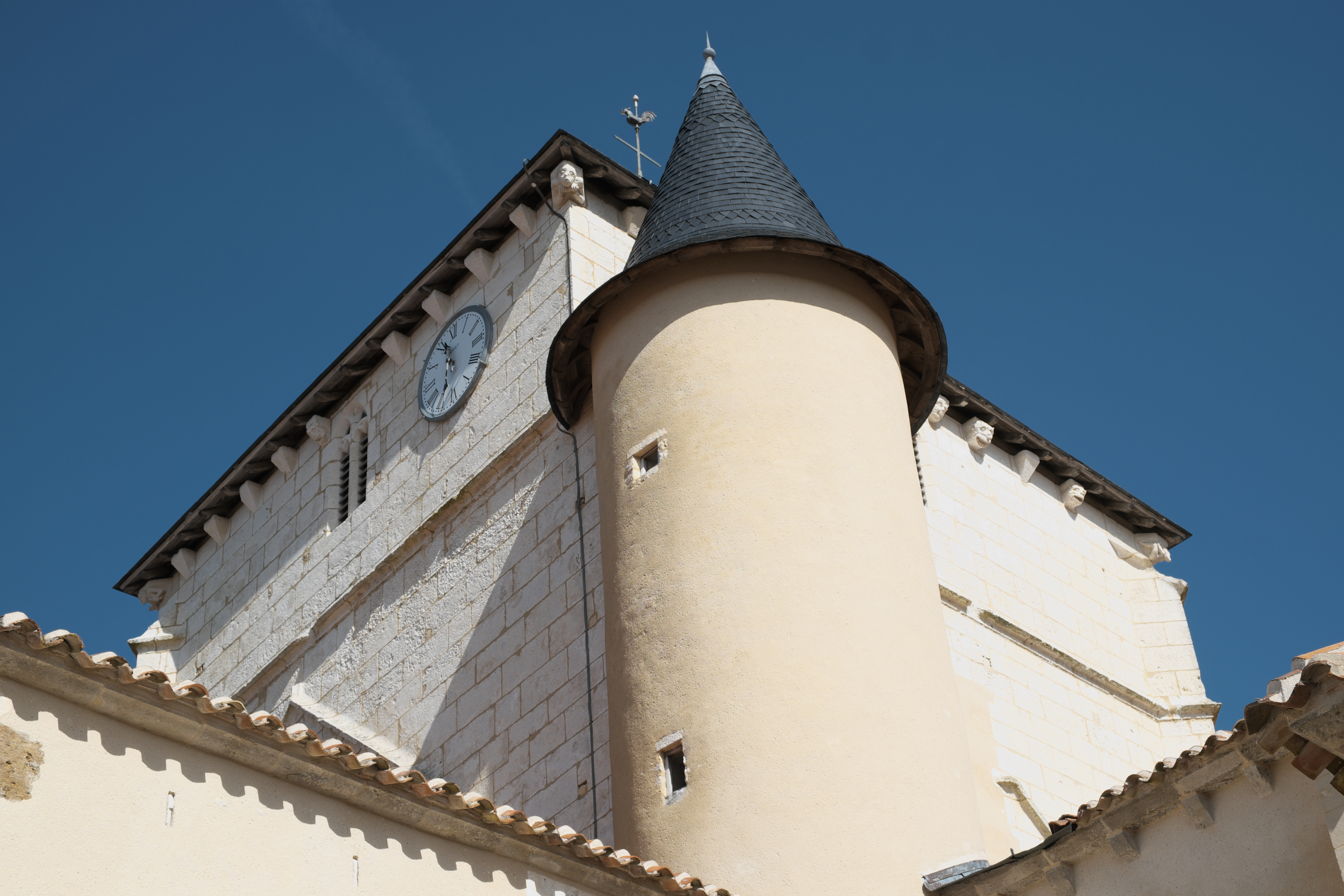
Glockenturm

Die römisch-katholische Pfarrkirche Sainte-Radegonde in Jard-sur-Mer, einer Gemeinde im Département Vendée in der französischen Region Pays de la Loire, ist eine romanische Wehrkirche aus dem 11./12. Jahrhundert, die im 17. Jahrhundert erweitert und teilweise erneuert wurde. Im Jahr 1947 wurde die der heiligen Radegundis geweihte Kirche als Monument historique in die Liste der Baudenkmäler in Frankreich aufgenommen.

## Geschichte
Das Patrozinium der Kirche erinnert an das ehemalige Priorat der Abtei Ste-Croix in Poitiers, des ältesten Frauenklosters Europas, das um 558 von der heiligen Radegundis gegründet worden war. Im Jahr 732 ließen sich die Nonnen aus Poitiers auf der Flucht vor dem Vordringen der muslimischen Araber mit den Reliquien ihrer Klostergründerin in Jard-sur-Mer nieder. Nach dem Sieg Karl Martells in der Schlacht von Tours und Poitiers zogen sie wieder nach Poitiers zurück, bestimmten jedoch ein Grundstück in Jard, auf dem eine Kirche zu Ehren der heiligen Radegundis errichtet werden sollte. Von dieser Kirche sind keine Überreste erhalten.
Eine schriftliche Erwähnung der heutigen Kirche findet sich erst im 16. Jahrhundert. Während der Hugenottenkriege wurde die Kirche im Jahr 1568 geplündert und in Brand gesetzt. Bei der Instandsetzung im 17. Jahrhundert ersetzte man das ursprüngliche steinerne Gewölbe durch eine offene Holzkonstruktion, an der Nordseite des Chors wurde die Marienkapelle angebaut. Während der Revolution blieb die Kirche von Zerstörungen verschont, da sie als Versammlungshalle diente.

## Architektur

### Außenbau
Über der Vierung erhebt sich der quadratische Glockenturm. Er ist mit einem Pyramidendach gedeckt und besitzt einen kleinen laternenartigen Aufbau. Unter dem Dachansatz verläuft eine Reihe von figürlich skulptierten Kragsteinen. Die Westfassade wird von zwei mächtigen Strebepfeilern gestützt. In der Fassade ist ein Rundbogenportal eingeschnitten, das von einem mit Krabben besetzten Kielbogen gerahmt wird. Das Tympanon ist mit Fischblasenmaßwerk und einer leeren Figurennische mit Baldachin verziert. Über dem Portal öffnet sich ein zweibahniges Maßwerkfenster.

### Innenraum

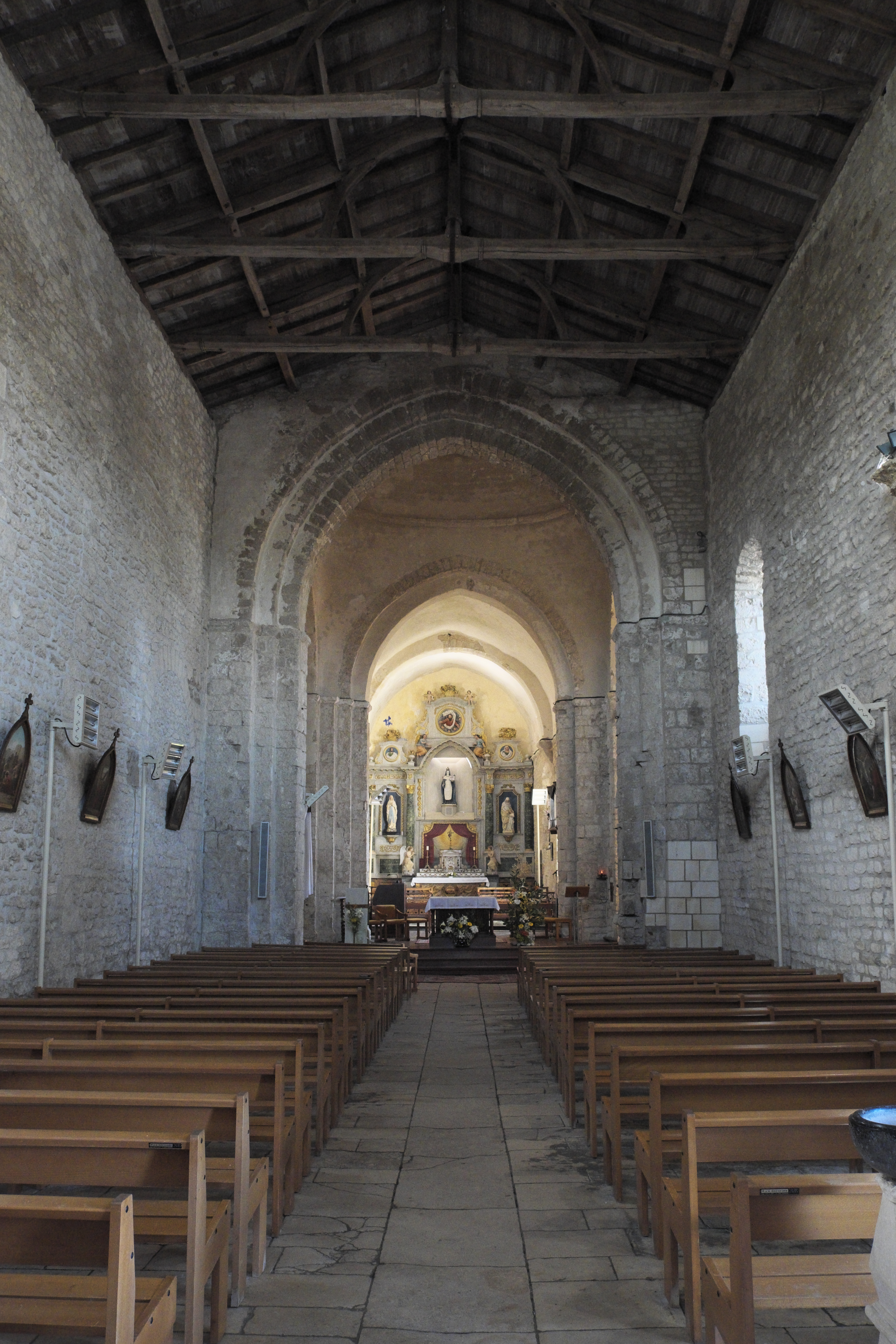
Innenraum

Die Kirche ist über dem Grundriss eines lateinischen Kreuzes errichtet. Das einschiffige Langhaus ist in drei Joche gegliedert. Es wird von einem offenen Dachstuhl gedeckt und mündet im Osten in einen gerade geschlossenen Chor. Das südliche Querhaus besitzt zwei Kapellen, in einer steht das Taufbecken.

### Marienkapelle
Die im 17. Jahrhundert errichtete Marienkapelle, die sich im Norden an den Chor anfügt, wird von vier Kreuzrippengewölben mit Schlusssteinen gedeckt. Die Gewölberippen werden von einer großen Säule in der Mitte des Raumes aufgefangen, an den Wänden werden sie von Konsolen getragen. Ein romanisches Rundbogenfenster und drei gotische Maßwerkfenster beleuchten die Kapelle.

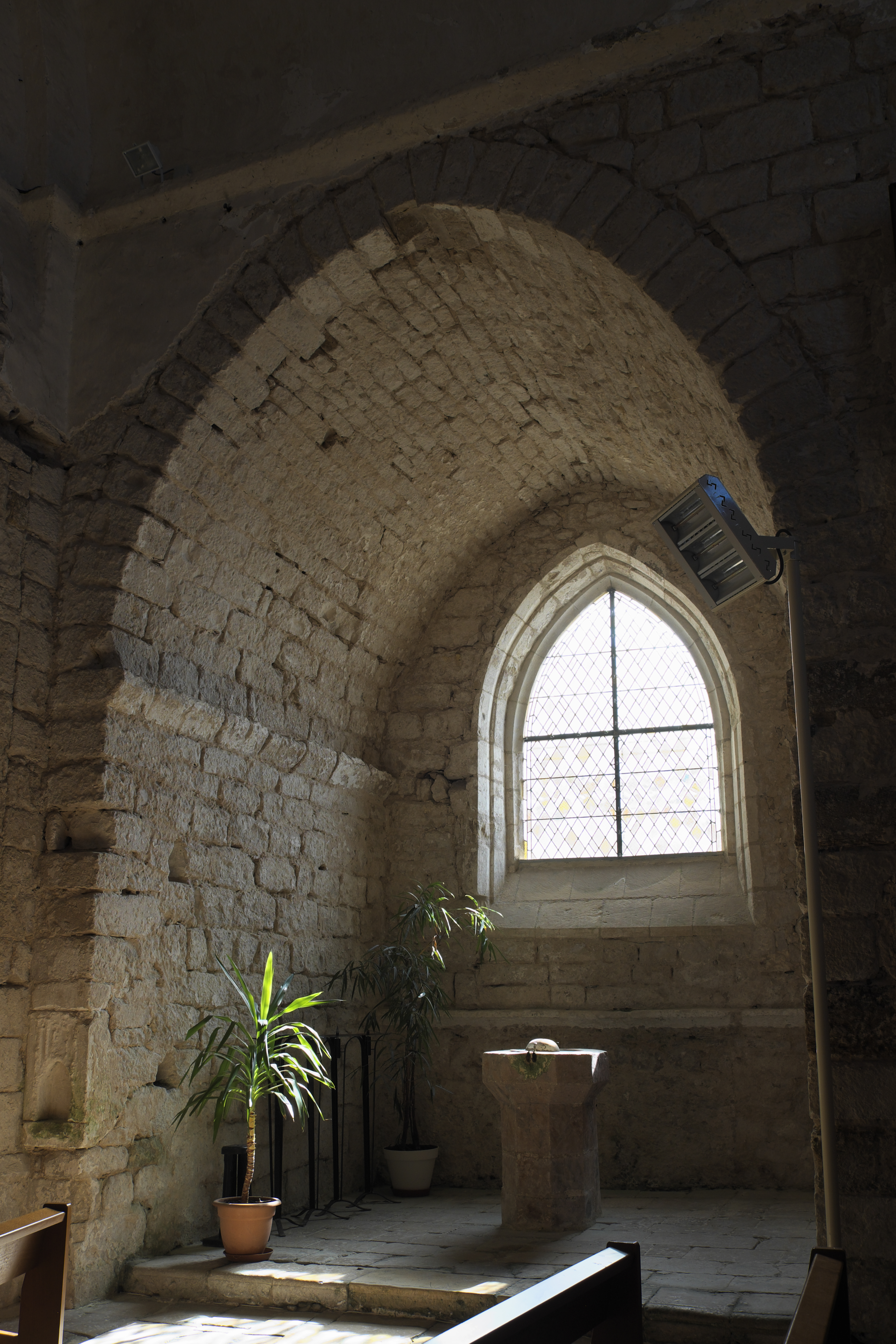
Kapelle mit Taufbecken
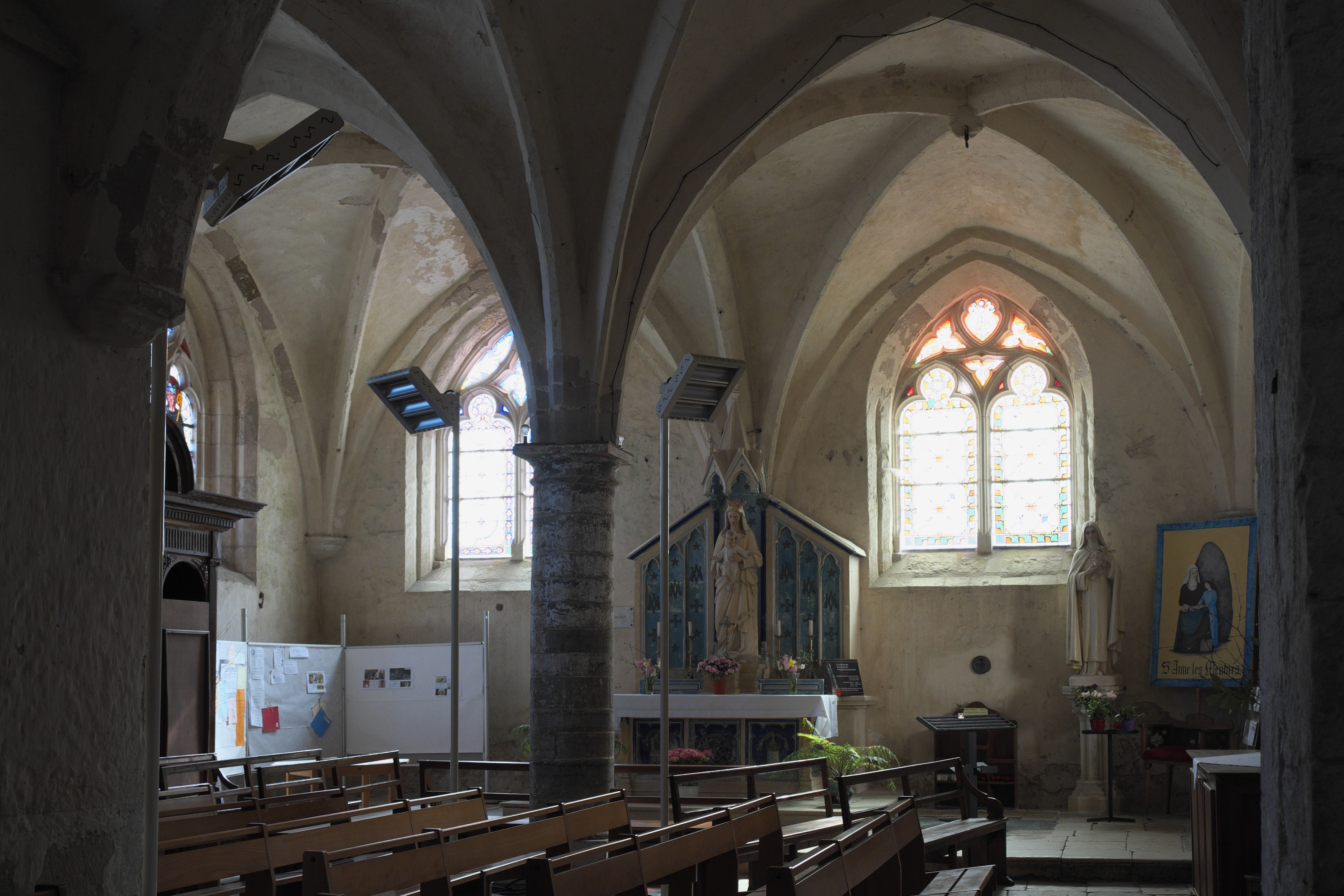
Marienkapelle
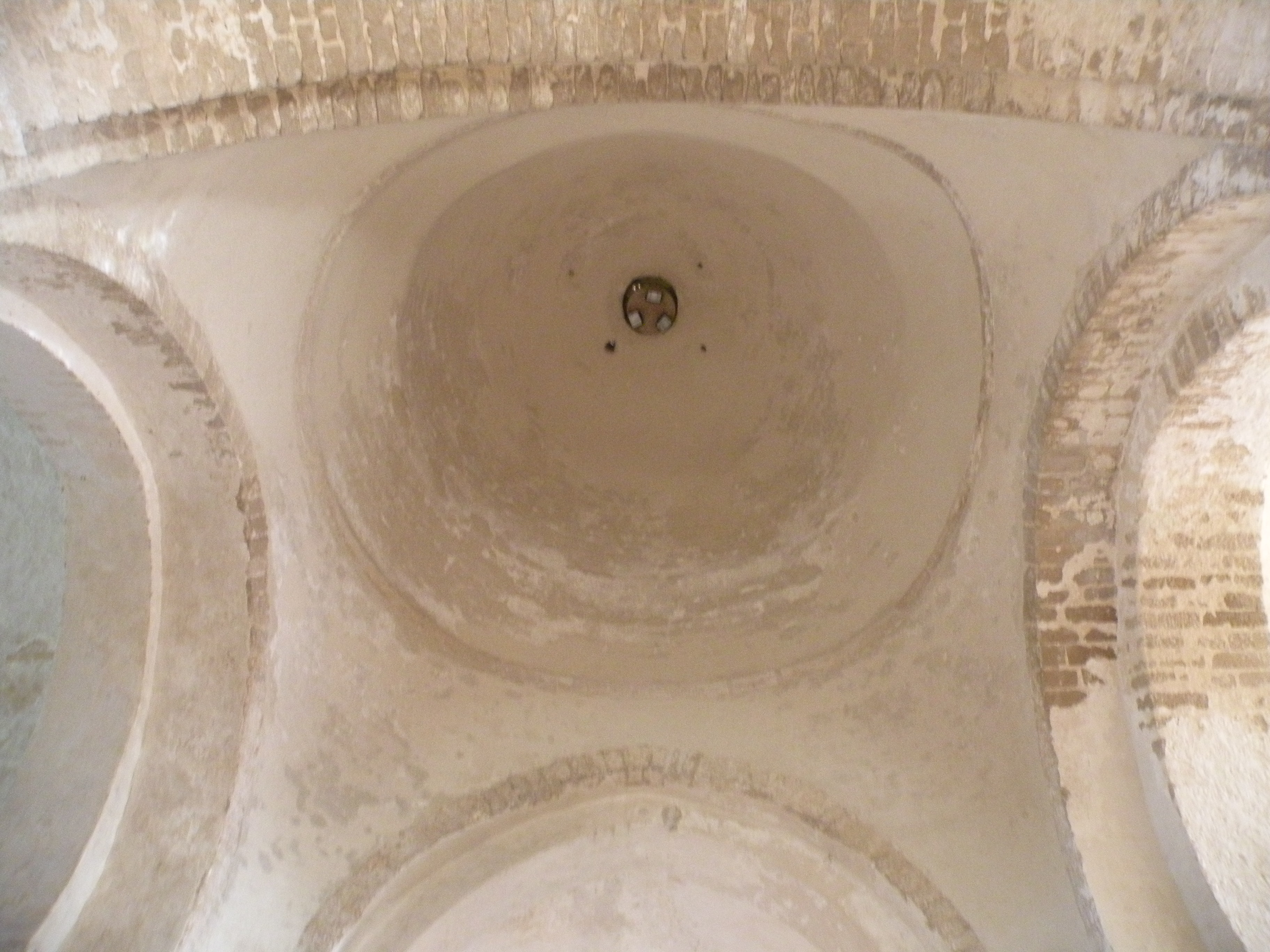
Kuppel unter der Vierung

## Ausstattung

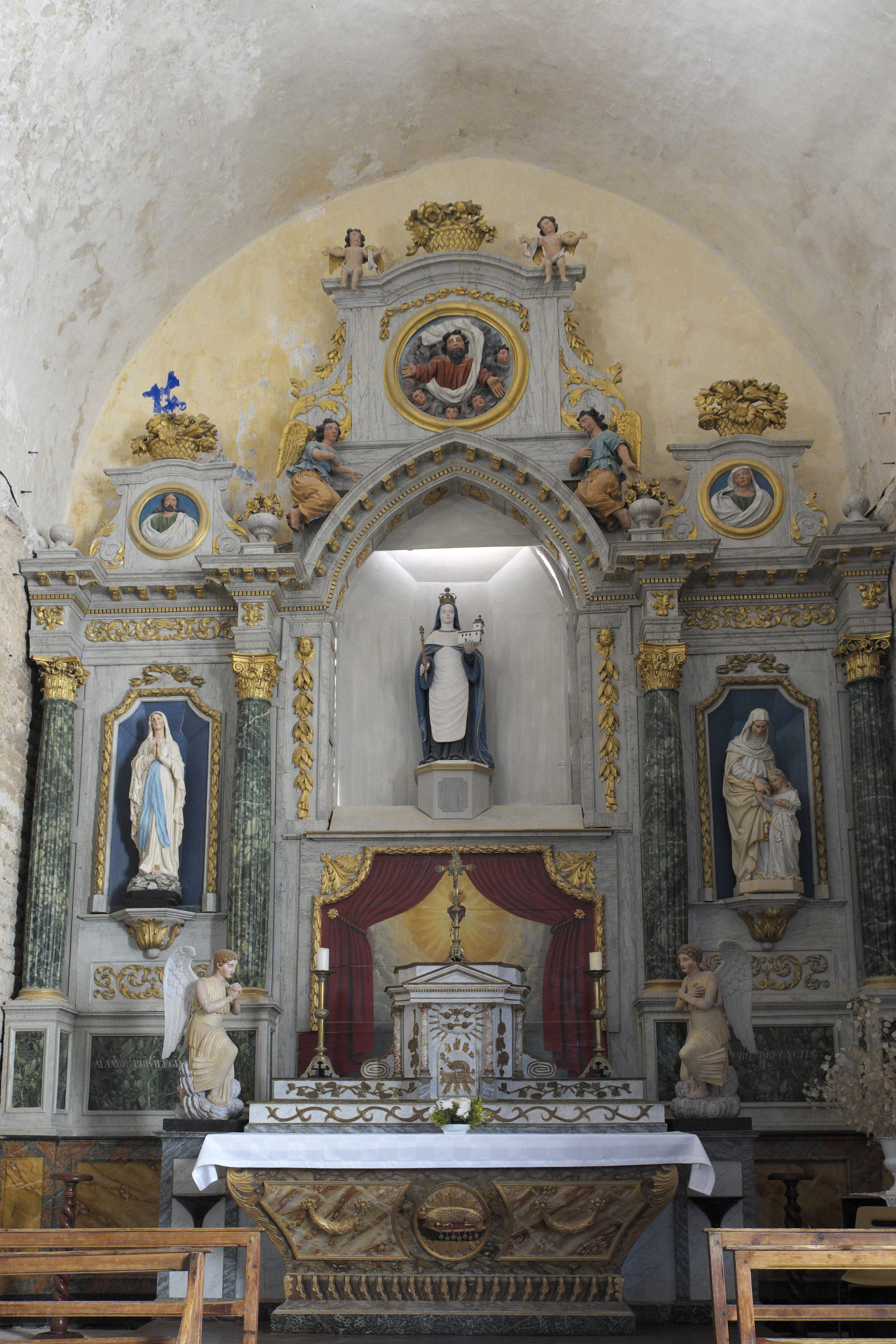
Altarretabel mit Figur der heiligen Radegundis

- Das Hauptaltarretabel stammt – wie die farbig gefasste Schnitzfigur der heiligen Radegundis – zum großen Teil aus dem 17. Jahrhundert. Die heilige Radegundis hält in der linken Hand ein Modell der von ihr gegründeten Abtei in Poitiers und in der rechten Hand ein Zepter, als Zeichen, dass sie eine Gemahlin des fränkischen Königs Chlothar I. war.[3]
- Das Bild mit der Darstellung der Mutter Gottes, die Rosenkränze an Nonnen und Mönche verteilt, trägt die Signatur: „P. Peinus 1628“. Im Vordergrund stehen der französische König Ludwig XIII. und seine Gemahlin Anna von Österreich sowie Gaston, der Bruder des Königs, Papst Urban VIII. und Kardinal Richelieu. Zu Füßen Mariens ist die Belagerung von La Rochelle in den Jahren 1627/28 dargestellt, die mit dem Sieg der königlichen Truppen über die Hugenotten endete. Die kleineren seitlichen Szenen sind den Geheimnissen des Rosenkranzes gewidmet.[4]
- In den Fußboden sind zahlreiche Grabplatten eingelassen.